# Estación Central General Artigas
La Estación Central General Artigas fue una antigua estación ferroviaria de Montevideo, ubicada en barrio de La Aguada. Es la única de su tipo dentro del departamento y la más grande del país. Fue inaugurada el 23 de junio de 1897 por la Central Uruguay Railway, siendo librada al servicio público el 15 de julio de ese año y clausurada el 1 de marzo de 2003, siendo reemplazada por una nueva estación a 500 metros hacia el norte. Fue declarada Monumento Histórico Nacional en 1975.

## Antecedentes

### Primitivas estaciones
La primera estación de Montevideo fue una casa alquilada en la esquina Sur-Oeste de Orillas del Plata (hoy Calle Galicia) y la calle del Río Negro. Fue inaugurada el 16 de julio de 1871, cuando se libró al servicio la vía férrea entre Montevideo y Bella Vista (hoy Estación Lorenzo Carnelli, integrada a la ciudad) por un trazado provisorio. El ferrocarril ya funcionaba desde el 1 de enero de 1869 entre Bella Vista (provisoria) y Las Piedras.
La segunda estación terminal fue un edificio inaugurado en 1874 sobre la calle Río Negro entre las calles Miguelete (hoy La Paz) y Valparaíso, cuando la línea fue trasladada a su trazado definitivo, que es el que ocupa hoy. Tenía dos pisos, galpones de carga con frente hacia la calle Queguay (hoy Paraguay) y un único andén para el servicio de pasajeros.
Para 1888 la compañía inglesa Ferrocarril Central ya había proyectado construir una nueva estación terminal mayor en Montevideo, pero en terrenos que se ganarían al mar al costado de la calle Río Negro.

#### Las estaciones de los otros ferrocarriles
Montevideo tuvo otras dos estaciones terminales pero de menor importancia: 
- La Estación del Norte, que se encontraba situada a donde hoy se encuentra el Palacio de la Luz y varias construcciones adyacentes. La misma era la terminal del "Ferrocarril y Tranvia del Norte" que provenía de Santiago Vázquez y que transportaba la carne, la cual era distribuida por la red de tranvías a caballos de la misma empresa a los mercados de la ciudad. Los trenes a vapor se formaban con los tranvías de la carne acoplados para el viaje sobre la línea férrea. Los pasajeros sin embargo, debían combinar en la estación con un tranvía a caballos para llegar al centro de la ciudad. El tramo Estación del Norte-Belvedere fue clausurado el 30 de junio de 1929, siendo levantado poco después, al no existir ya tráfico de carga (carne y arena). El servicio de pasajeros comenzó a prestarse desde diciembre de 1926 mediante un tranvía eléctrico, la entonces línea "E" que circulaba sobre la misma vía que los trenes entre Belvedere y Santiago Vázquez. El resto del trayecto, entre Belvedere y el centro, lo hacían sobre la red de tranvías de la ciudad. Esta línea fue la última de tranvía en circular, siendo suprimida el 14 de abril de 1957.

- Parada Artigas, punto de partida de los trenes de pasajeros entre Montevideo y Manga (1878), prolongados luego a Toledo (1879), Pando (1882) y Minas (1889). El edificio de la misma y el andén todavía existen en la esquina de La Paz y Herrera y Obes. La vía, conocida como "tren de los patos", corría por la calle hasta la Estación Cordón (todavía existente, frente al Palacio Peñarol) y desde allí bajo el único puente por entonces existente cortando las manzanas hasta correr la vía paralela a Monte Caseros hasta la Estación Unión (estación que hoy es una residencia particular). De allí nuevamente el trazado cortaba manzanas hasta el Hipódromo, a donde tomaba la avenida Belloni y al trazado actual del ferrocarril. En 1889 la línea (construida por el Ferrocarril Uruguayo del Este hasta Pando y luego por el North Eastern Uruguay Railway hasta Minas) pasó a manos del Central Uruguay Railway, la que construyó un ramal de empalme entre Sayago y Manga. Desde 1890 los trenes de pasajeros (salvo dos servicios locales y los especiales al hipódromo) partían de la Estación Central y corrían por la línea actual. El servicio de pasajeros desde Parada Artigas desapareció con la supresión de los trenes especiales en 1928, y el tramo de vía por la calle hasta Cordón fue levantado alrededor de 1930. El resto del ramal Cordón-Manga fue levantado en 1938.

## El incendio
El 14 de diciembre de 1891 un incendio destruyó la antigua estación de Montevideo. La compañía del Ferrocarril Central comenzó entonces a construir el edificio actual. Los trabajos se iniciaron en 1892 y la piedra fundamental fue colocada el 27 de agosto de 1893. Entre el incendio y la inauguración, se instaló una estación provisoria detrás de la obra. 

## Construcción del actual edificio

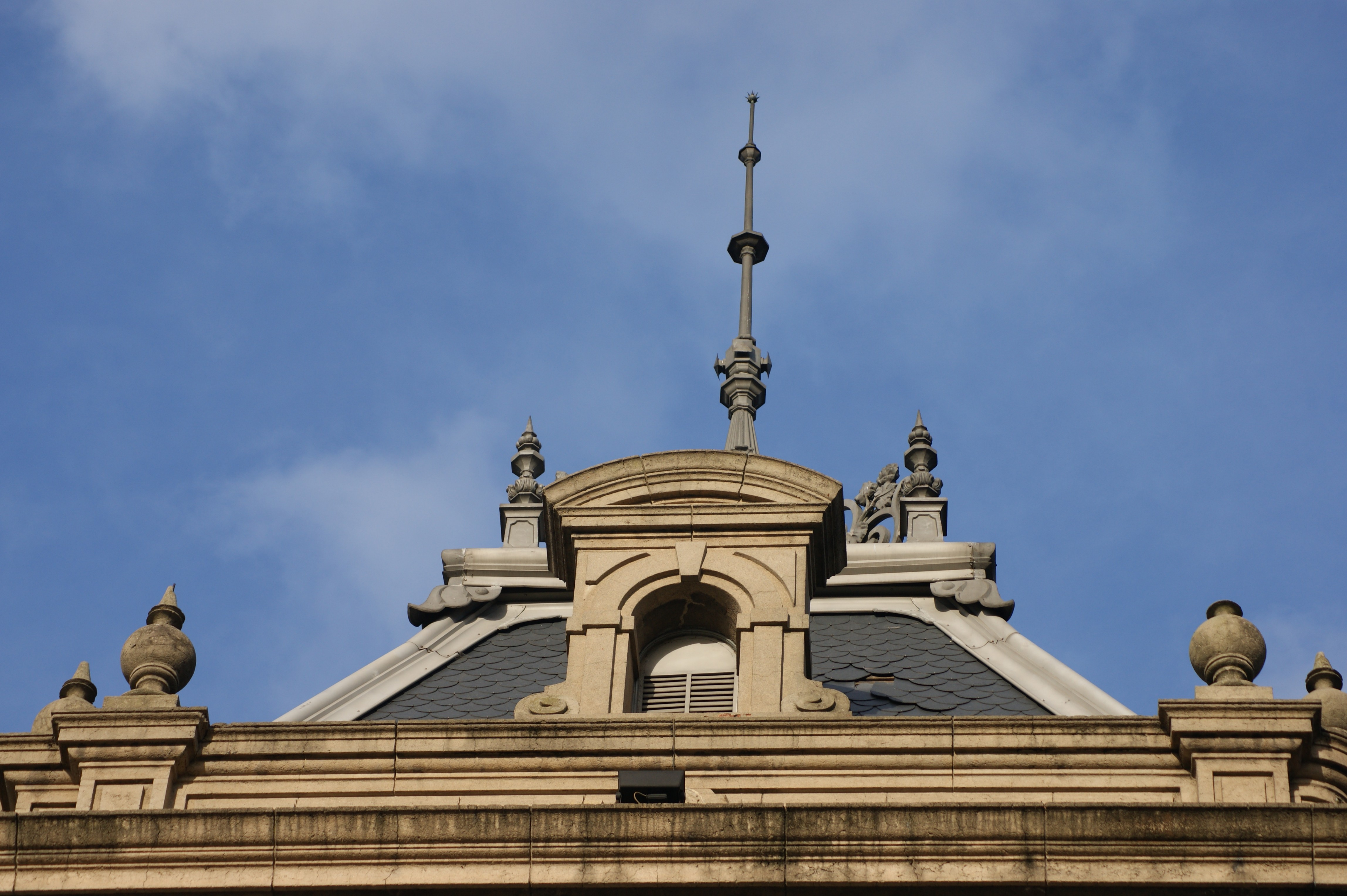
Detalles de la Estación

La Estación Central fue inaugurada el 23 de junio de 1897, siendo librada al servicio público el 15 de julio de ese año. El diseño fue del ingeniero Luis Andreoni. En su fachada cuenta con esculturas de George Stephenson, James Watt, Alessandro Volta y Denis Papin, a la que luego se le sumaria la estatua a José Gervasio Artigas. 
En 1912, con la culminación de las obras del puerto de Montevideo, se conecta la vía de la calle Río Negro con las vías de la terminal marítima, a la altura de la calle Río Branco. Posteriormente, una vez ganado terreno al mar al costado de la rambla, se construye otra conexión del lado de la rambla casi la calle Guatemala. En 1929 las boleterías, que se encontraban sobre la calle Río Negro, fueron trasladadas al gran hall central, hasta ese entonces ocupado por el restaurante. 
El 31 de enero de 1949 se coloca una placa en homenaje a la nacionalización de los ferrocarriles. El 19 de noviembre de 1952 el Ferrocarril Central del Uruguay (FCCU) y los Ferrocarriles y Tranvías del Estado (FTE) se fusionan en la Administración de Ferrocarriles del Estado (AFE).
En 1955 el Poder Legislativo le otorgó la denominación de “Estación Central José Artigas”. El nombre actual, “Estación Central General Artigas”, data de 1974. Fue declarada Monumento Histórico Nacional por la Resolución 1097/975 del 8 de julio de 1975. En 1977, coincidiendo con la puesta en servicio de los trenes rápidos Ganz Mavag, el hall de la Estación fue modernizado, dándole el aspecto que hoy presenta.
El 2 de enero de 1988, al suprimirse todos los servicios de pasajeros, la estación se utilizó para exposiciones de diversa índole, mientras que las oficinas permanecieron allí y su playa de carga y de maniobras estuvo continuamente en actividad. Conciertos de Duran Duran y Iron Maiden (entre otros) fueron ofrecidos allí, utilizando la zona de vías como escenario y platea.
A partir de 1991 comenzaron a circular trenes especiales de pasajeros hacia diversos puntos del país partiendo de Estación Central. El 25 de agosto de 1993 se reiniciaban los servicios regulares de pasajeros entre Montevideo y 25 de agosto.

## El Plan Fénix

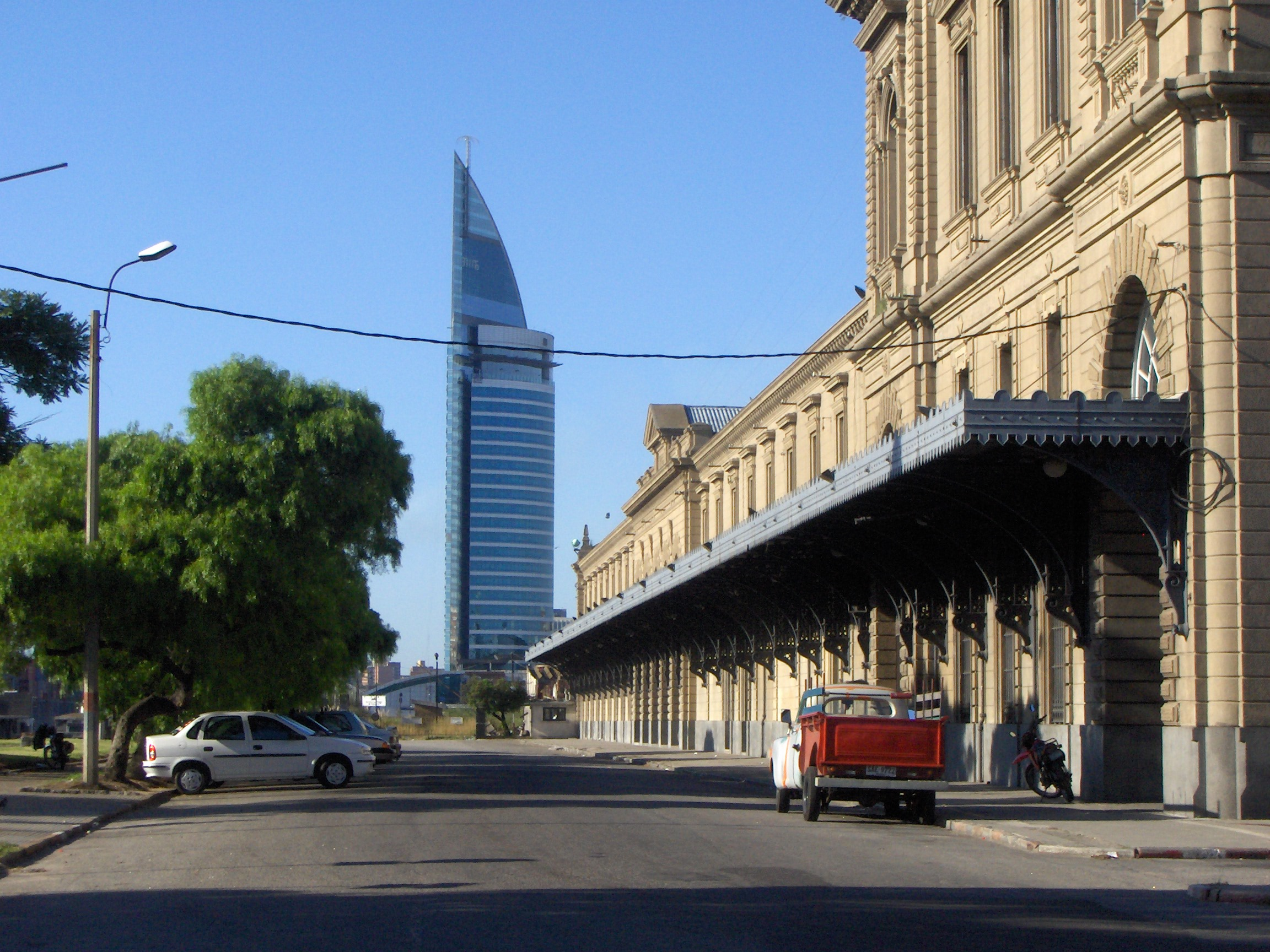
La Torre de las Comunicaciones desde la estación Artigas.

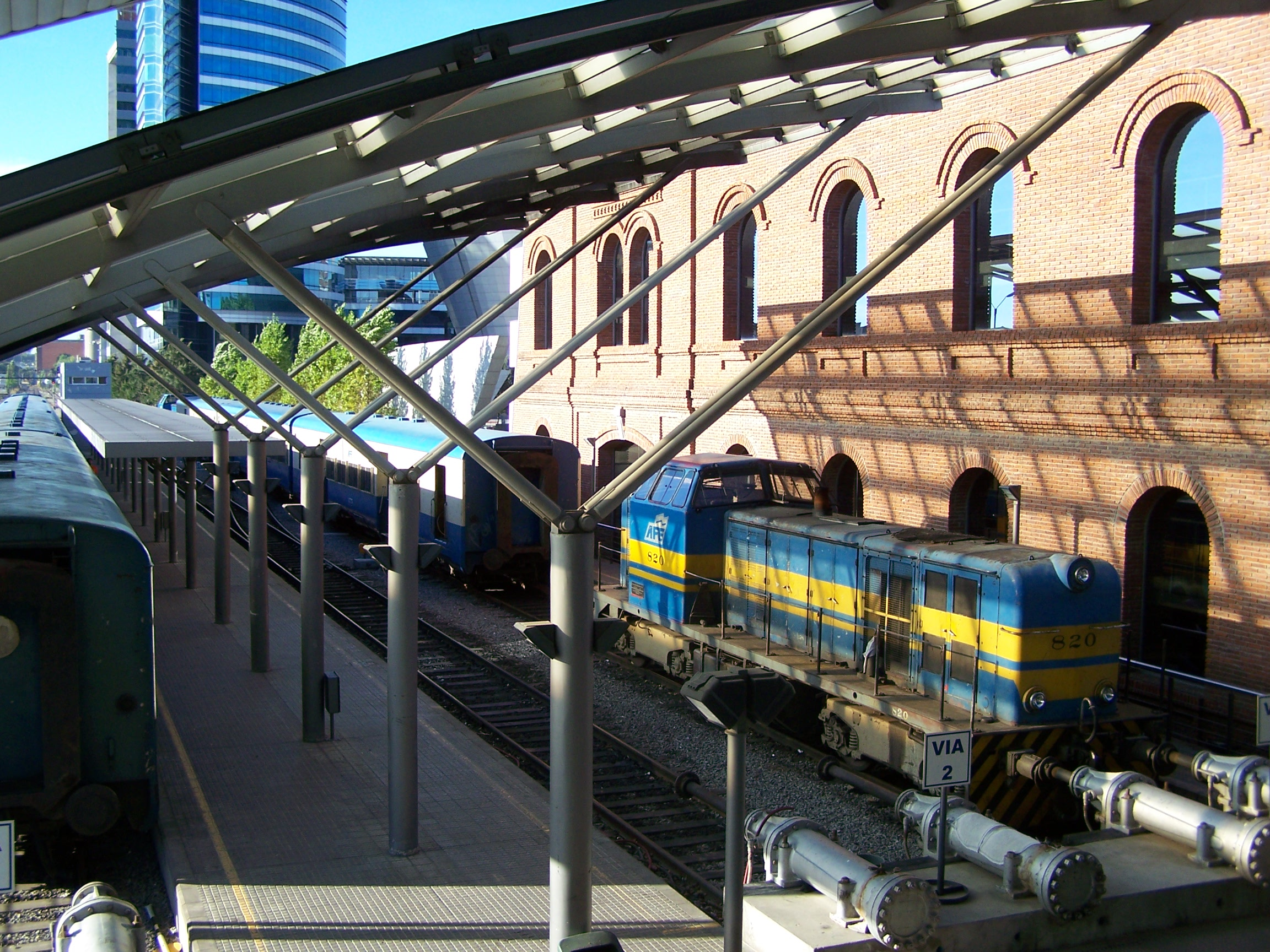
Nueva Estación de Ferrocarriles de Montevideo

En 1996 la playa de carga fue cerrada y una parte de ella vendida a ANTEL para la construcción de edificios anexos a la Torre de las Comunicaciones. AFE perdió tráfico de carga e ingresos por alquiler de espacio. En 1998 la estación fue vendida al Banco Hipotecario del Uruguay como parte de un proyecto político llamado "Plan Fénix". Este proyecto inmobiliario planeaba convertir el edificio en un "shopping cultural" y un hipermercado con torres de viviendas en la playa de maniobras. No se realizó ningún estudio técnico de las operaciones ferroviarias.
Una nueva y pequeña estación, denominada como Estación de Ferrocarriles de Montevideo, a 500 metros hacia el norte del antiguo edificio se comenzó a construir en diciembre de 1999. Varios errores en la construcción atrasaron su apertura hasta el 1 de marzo de 2003, cuando fue librada al servicio de trenes. Desde esa fecha la Estación Central se encuentra abandonada.
Los trenes de pasajeros de la línea Montevideo - 25 de agosto perdieron más de 100.000 usuarios y los trenes de la línea Montevideo - Sudriers no captaron más pasajeros debido a la distancia de la nueva terminal respecto al centro de la ciudad.
La playa de maniobras de la estación Lorenzo Carnelli se encuentra congestionada y muchas veces los trenes de carga deben esperar a 100 km de Montevideo para que haya vías libres para ser recibidos. En el pasado, la playa de cargas y la playa de maniobras de la Estación Central se utilizaban para liberar vías en Carnelli, además de ser la estación del puerto de Montevideo. 
Las oficinas de la Administración de Ferrocarriles del Estado ocuparon, entre 2002 y 2008, un edificio alquilado por el Banco Hipotecario a un costo de 200.000 dólares por mes. En enero de 2008 las oficinas del ferrocarril se trasladaron a 5 pisos de un edificio de apartamentos propiedad del Banco Hipotecario que estaba desocupado y que fue dado en propiedad.
En marzo de 2013, el empresario Fernando Barboni, litigando con el Estado desde 2003 (como representante de Glenby S.A.), reclama al mismo (aduciendo las pérdidas por las demoras en la entrega del edificio y la playa de maniobras para su proyecto inmobiliario enmarcado en el plan) una compensación por lucro cesante de 1080 millones de dólares.  Dicha solicitud fue desestimada a todos los niveles judiciales a comienzos de octubre de 2015.  A comienzos de 2016 se preparaba una acción judicial para rescindir el contrato con el concesionario.

## Reactivación

lLateral de la estación.

Desde 1998 un grupo de ciudadanos y vecinos del barrio de La Aguada trabaja por ese objetivo bajo el nombre Grupo de Pasajeros en Defensa de la Estación Central como Terminal de Trenes, y reunieron casi 7000 firmas que fueron presentadas a las autoridades en febrero de 2009.
El 12 de febrero de 2007 se reconectó la estación a la red ferroviaria nacional, mediante la remoción de un tope de hormigón que había sido construido en el correr de 2003, así como la reposición de 20 metros de vía.
A finales de 2008 comenzaron los trabajos para la reparación de parte de las vías de la playa de maniobras para que fueran utilizadas por el tráfico ferroviario en dirección o proveniente del puerto. La primera vía fue habilitada en 2009 y las tres restantes en 2010, pero a mediados de 2011 se dejaron de utilizar debido a los problemas judiciales.
A mediados de 2016 el nuevo directorio de la Administración de Ferrocarriles del Estado invitó a representantes del Grupo de Pasajeros a presentar su proyecto para reactivar la Estación Central como terminal ferroviaria, ya que iban a presentar la idea al gobierno.  
Entre octubre y noviembre de 2018, con motivo del Día del Patrimonio, se volvió a reabrir la estación al público, fue uno de los puntos más visitados en esas fechas.  
El 19 de septiembre de 2019, luego de 17 años de la llegada del último tren a la estación, se habilitó la entrada de algunos trenes a la estación, con motivo del día del trabajador ferroviario en Uruguay.

## Conciertos
| País                    | Artista                          | Año  |
| ----------------------- | -------------------------------- | ---- |
| Bandera de Francia      | Mano Negra                       | 1992 |
| Bandera del Reino Unido | Iron Maiden                      | 1992 |
| Bandera del Reino Unido | Duran Duran                      | 1993 |
| Bandera de Uruguay      | Psiglo                           | 1993 |
| Bandera de Uruguay      | Níquel                           | 1996 |
| Bandera de Jamaica      | The Wailers                      | 2001 |
| Bandera de Alemania     | Chicks on Speed                  | 2004 |
| Bandera de Uruguay      | Concierto Ellas y la Filarmónica | 2010 |